# Gołąbek smaczny

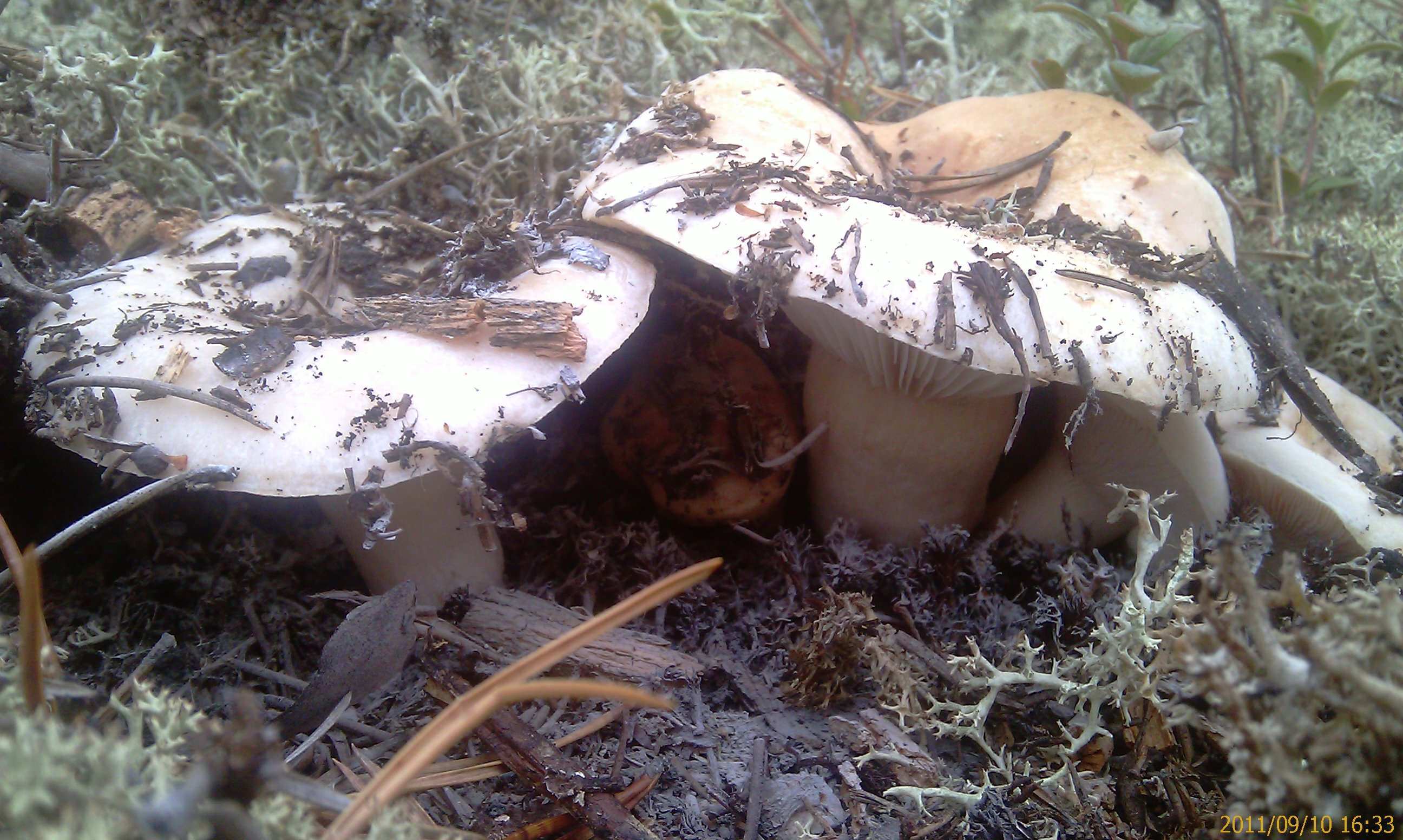

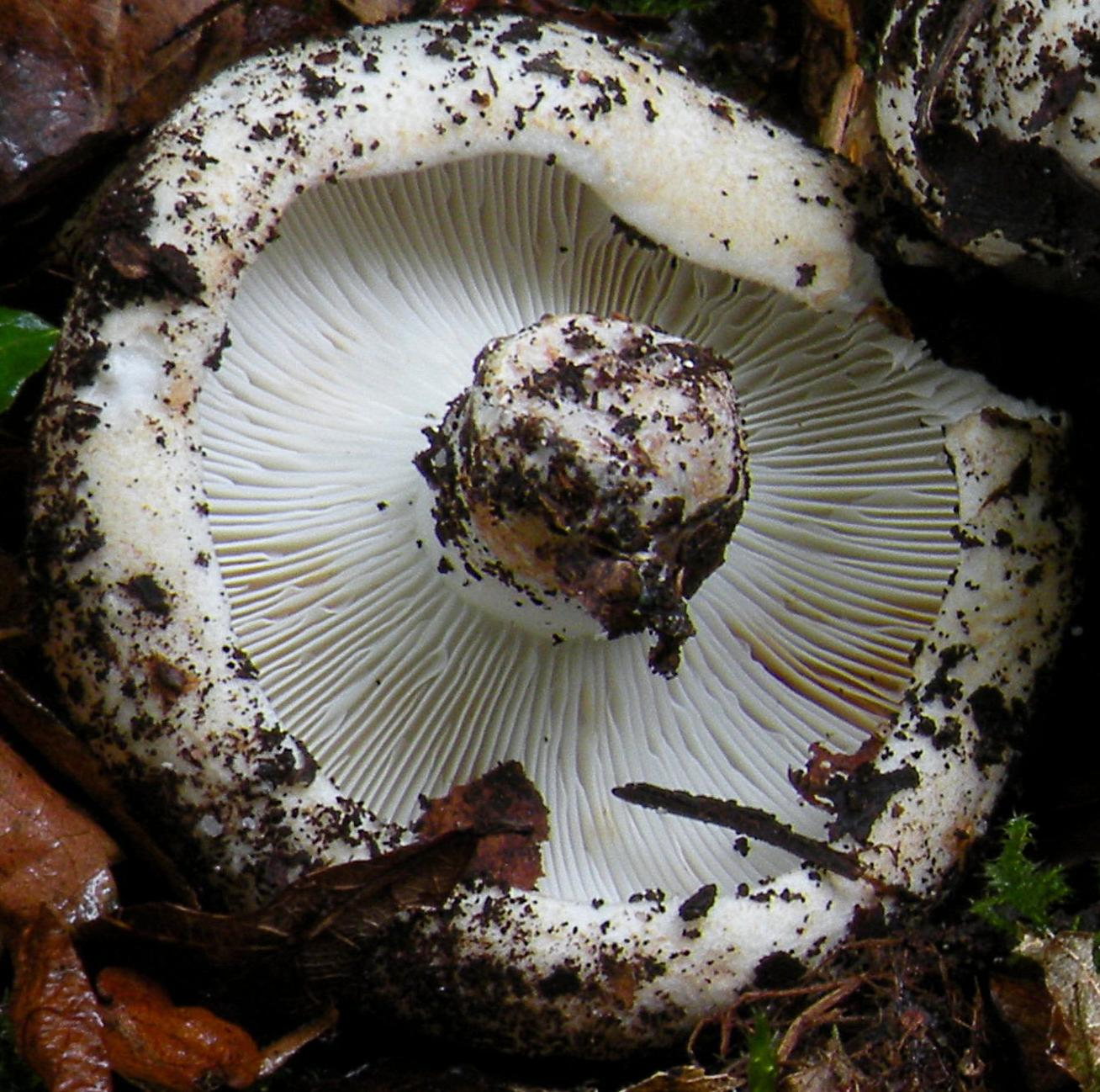

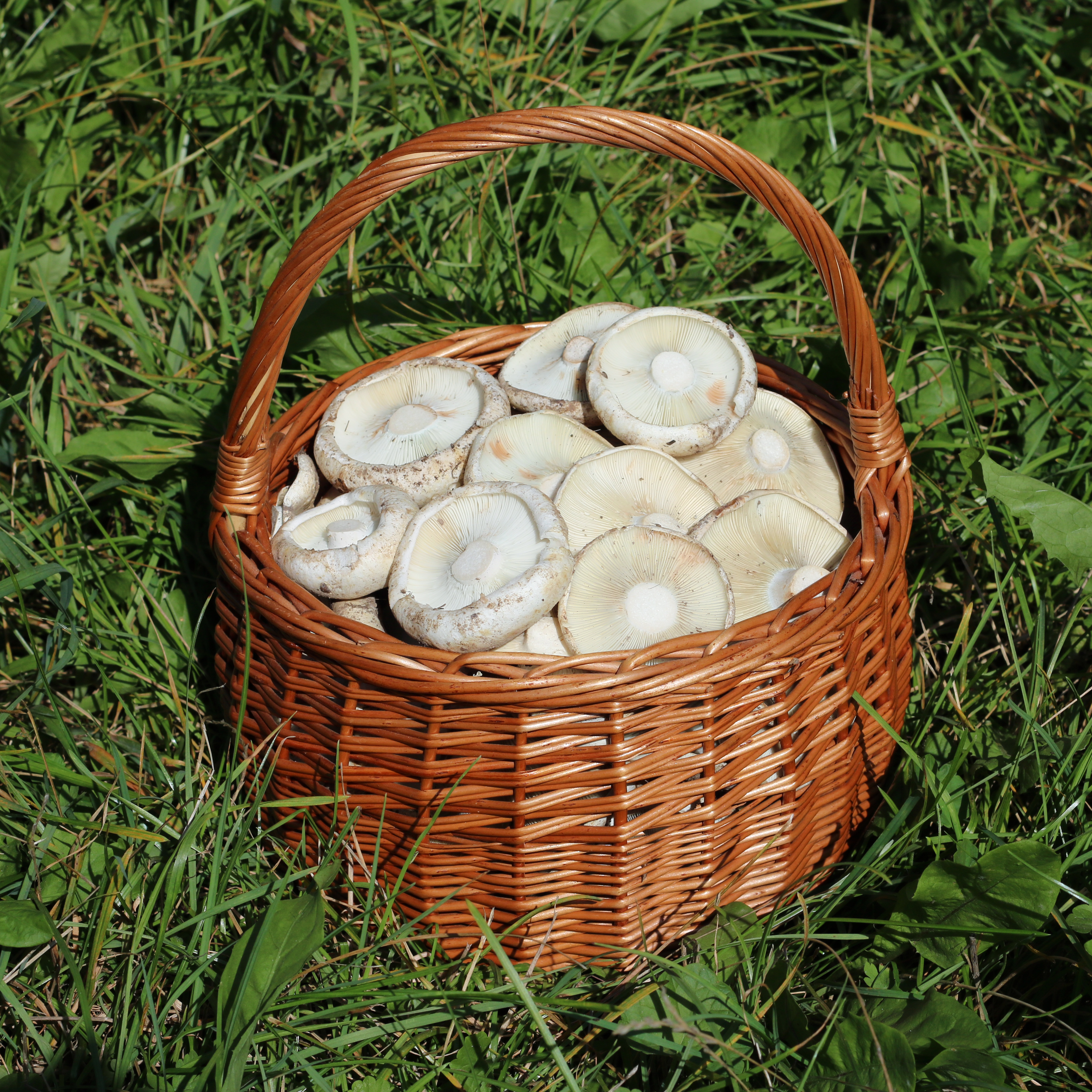

Gołąbek smaczny (Russula delica Fr.) – gatunek grzybów należący do rodziny gołąbkowatych (Russulaceae).

## Systematyka i nazewnictwo
Pozycja w klasyfikacji według Index Fungorum: Russula, Russulaceae, Russulales, Incertae sedis, Agaricomycetes, Agaricomycotina, Basidiomycota, Fungi.
Po raz pierwszy opisał go w 1838 r. Elias Fries i nadana przez niego nazwa naukowa jest aktualna. Synonimy:

- Agaricus exsuccus (Pers.) Sacc. 1887
- Agaricus piperatus var. exsuccus (Pers.) Pers. 1801
- Agaricus vellereus var. exsuccus (Pers.) Fr. 1821
- Lactarius exsuccus (Pers.) W.G. Sm. 1873
- Lactarius piperatus ß exsuccus Pers. 1800
- Lactarius vellereus var. exsuccus (Pers.) Cooke 1871
- Lactarius vellereus ß exsuccus (Pers.) Fr. 1821
- Lactifluus exsuccus (J. Otto) Kuntze 1891

Polską nazwę podała Alina Skirgiełło w 1991 r.

## Morfologia
Kapelusz
Średnica 8–15 cm, najpierw półkulisty, później łukowaty o silnie podwiniętym brzegu, w końcu płaski o wklęsłym środku lub nawet lejkowaty. Jest gruby, matowy, o gładkich i niekarbowanych brzegach. Młode okazy są białe, potem pojawiają się na nich ochrowe plamy, w końcu całe przyjmują ochrowy kolor.
Blaszki
Średniogęste, przyrośnięte lub nieco zbiegające, początkowo białe z niebieskawo-zielonkawym nalotem na ostrzach, później kremowe lub ochrowe, przy brzegu ostre, przy trzonie rozwidlone, czasami nawet anastomozujące./ Pomiędzy blaszkami występują poprzeczne zmarszczki.
Trzon
Wysokość 2–6 cm, grubość 1,5–3 cm, pełny, twardy, cylindryczny. Kolor białawy, nieco brązowiejący.
Miąższ
Bardzo twardy i kruchy, biały, zapach owocowy, na starość śledziowy. Smak łagodny. Po uszkodzeniu barwi się na ochrowo. Nie reaguje na działanie HNO3 i KOH, pod wpływem sulfowaniliny zmienia barwę na purpurową,, w fenoloanilinie barwi się szybko i intensywnie na kolor łososiowomiedziany.
Wysyp zarodników
Biały z żółtawym odcieniem.
Cechy mikroskopowe
Podstawki maczugowate lub wydłużono-maczugowate, 50-60(-99) x 10–14 μm. Zarodniki szeroko jajowate, brodawkowato-siateczkowate, a miejscami grzebieniasto-paciorkowate, 7-12 × 7–10 μm. Cystydy wąskie, wrzecionowate, z wydłużonymi szczytami, tępe. W korze trzonu przewody mleczne. Skórka kapelusza zbudowana z różnego typu strzępek (m.in. dermatocystydy, włoski, strzępki prymordialne).
Gatunki podobne
Podobny pod względem wyglądu jest mleczaj biel (Lactarius piperatus) oraz mleczaj chrząstka (Lactarius vellereus), jednakże łatwo je odróżnić, gdyż obydwa te gatunki po uszkodzeniu wydzielają białe mleczko. Podobny gołąbek jasnozarodnikowy (Russula pallidospora) odróżnia się kremowym wysypem zarodników i cielistożółtymi blaszkami.

## Występowanie
Występuje na wielu wyspach i na wszystkich kontynentach poza Antarktydą. W Europie występuje na całym obszarze, od Grenlandii po Azję i od Morza Śródziemnegopo archipelag Svalbard. W Polsce jest dość częsty.
Naziemny grzyb mykoryzowy występujący w lasach liściastych, iglastych i mieszanych, szczególnie w buczynach. Występuje zarówno na glebach obojętnych, jak i zasadowych.

## Znaczenie
Grzyb jadalny, ale tylko młode owocniki. W niektórych okolicach uważany jest za cenny grzyb jadalny.